# Élections législatives de 1968 en Polynésie française
Les élections législatives françaises de 1968 se déroulent le 23 juin. Dans le territoire de la Polynésie française, un député est à élire dans le cadre d'une circonscription.

## Élus
| Circonscription        | Député sortant  | Parti | Parti         | Député élu ou réélu | Parti | Parti |
| ---------------------- | --------------- | ----- | ------------- | ------------------- | ----- | ----- |
| Circonscription unique | Francis Sanford |       | Divers droite | Francis Sanford     |       | PDM   |

## Résultats

### Résultats à l'échelle du territoire
|                | Divers droite  | 14 701 | 58,37  | 1 |  |  |
|                | Divers         | 10 484 | 41,63  | 0 |  |  |
|                |                |        |        |   |  |  |
| Inscrits       | Inscrits       | 38 544 | 100,00 | 1 |  |  |
| Abstentions    | Abstentions    | 13 154 | 34,13  |   |  |  |
| Votants        | Votants        | 25 390 | 65,87  |   |  |  |
| Blancs et nuls | Blancs et nuls | 205    | 0,81   |   |  |  |
| Exprimés       | Exprimés       | 25 185 | 99,19  |   |  |  |

### Résultats par circonscription
| | Francis Sanford sortant réélu | PDM            | 14 701 | 58,37  |  |  |  |
| | Elie Salmon                   | Sans étiquette | 7 135  | 28,33  |  |  |  |
| | Charles Taufa                 | Sans étiquette | 3 349  | 13,30  |  |  |  |
| |                               |                |        |        |  |  |  |
| Inscrits | Inscrits                      | Inscrits       | 38 544 | 100,00 |  |  |  |
| Abstentions | Abstentions                   | Abstentions    | 13 154 | 34,13  |  |  |  |
| Votants | Votants                       | Votants        | 25 390 | 65,87  |  |  |  |
| Blancs et nuls | Blancs et nuls                | Blancs et nuls | 205    | 0,81   |  |  |  |
| Exprimés | Exprimés                      | Exprimés       | 25 185 | 99,19  |  |  |  |
| Source : France, Ministère de l'intérieur. Les Elections législatives . Métropole., la Documentation française, 1974 (lire en ligne) |                               |                |        |        |  |  |  |